# Dalsland
Dalsland és una província tradicional de Suècia, o landskap. Ocupa una superfície de 3.708 km² i està situada a Götaland al sud de Suècia. Es troba a l'oest de Llac Vänern, limita amb Värmland al nord, Västergötland al sud-est, Bohuslän a l'oest, i Noruega al nord-oest.
La província té una densitat d'uns 14 habitants/km² i una sola ciutat de mida significativa: Åmål. La seva població total és de 50.527 habitants. Les zones deshabitades són boscoses i amb llacs que li donen el lema de "Província Sueca dels Llacs".
El seu nom llatinitzat és Dalia.

## Geografia

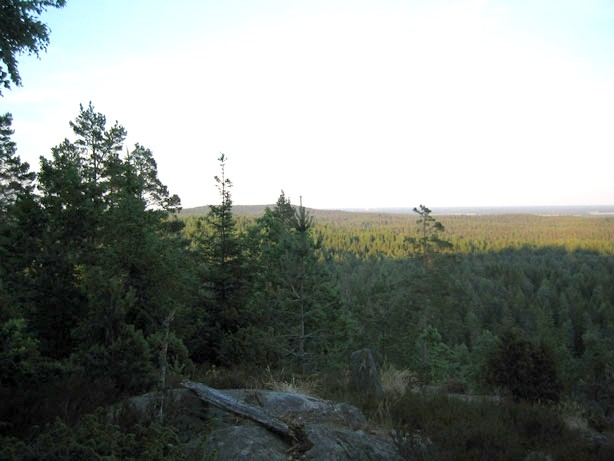
Vista des de Kroppefjäll

Cap altra part de Suècia té tants llacs. El llac Stora Le, entre Suècia i Noruega, té una llargada de 66 km.

## Història
Dal literalment significa "Vall".
Al segle xiii els seus habitants rebien el nom de "Gots de l'Oest a l'oest del llac Vänern" per part del Rei Magnus Ladulås. Cap a l'any 1100 van ser conquerits pel noruec Magnus Descalç, que només el va mantenir fins que el Rei Valdemar Atterdag redissenyà les fronteres.

## Cultura
Els municipis de Dalsland encara parlen el dialecte del suec anomenat "Dalbo", que és una variant del dialecte Götamål